# Айсберг (житловий комплекс)
«Айсберг» (дан. Isbjerget) — житловий комплекс у місті Орхус (Данія). Зведений у 2008–2013 роках за проєктом данських архітектурних фірм CEBRA і JDS, нідерландської SeARCH та французької Louis Paillard Architects. Бюджет проєкту склав 300 млн крон (€ 40,2 млн).
«Айсберг» розташований неподалік Орхуської гавані в новому кварталі міста Орхус-Схід (Aarhus Ø). Комплекс складається з 11-ти будинків. Загальна ділянка комплексу складає 800 000 м², а площа приміщень — 22 000 м². Його корпуси розташовані у формі чотирьох літер «г». Житловий комплекс має 208 квартир декількох типів: двоповерхові таунхауси, доступні маленькі квартири і ексклюзивні пентхауси. Частина квартир призначена для здачі в оренду. Площа квартир варіюється від 55 до 227 м². Комплекс розрахований на 7 000 жителів.
У колірному рішенні фасадів переважає білий колір у поєднанні з прозорим склом, а покрівлі будинків нагадують обриси вершин крижаних мас. Фасади символічної брили Арктики оброблені терраццо, наливної суміші з мармурової крихти та бетону, а балкони виконані зі скла глибокого синього кольору, що робить будівлі ще більш схожими з крижаними горами. Похилий дах і трикутна розбивка простору дозволила максимально використати природне освітлення.